# Europastraße 91
Die Europastraße 91 (kurz: E 91) durchquert die Türkei von Toprakkale nach Antakya in südlicher Richtung durch den anatolischen Teil der Türkei und schließlich weiter zur syrischen  Grenze bei Yayladağı. Sie folgt zunächst der als Autobahn ausgebauten O-53 und ist erst 2005 auf Vorschlag der Türkei als Erweiterung in das Netz aufgenommen.

## Verlauf
Die Europastraße 91 führt beginnend von Toprakkale, wo sie von der Europastraße 90 abgeht, über die Autobahn Otoyol 53 nach İskenderun. Von dort aus geht es weiter über die D 817 nach Topboğazi. Dort zweigt die Europastraße 98 nach Südosten ab. Über die D 825 erreicht der Straßenverlauf Antakya und schließlich Yayladağı. Wenige Kilometer westlich der Stadt endet die Europastraße an der türkisch-syrischen Grenze.
Die Europastraße 91 durchquert die türkischen Provinzen Osmaniye und Hatay.